# 佩里耶
佩里耶（法語：Périers，法語發音：[peʁje]），法国西北部城市，诺曼底大区芒什省的一个市镇，隶属于库唐斯区，其市镇面积为14.62平方公里，2022年1月1日时人口数量为2,355人，在法国城市中排名第4,798位。
佩里耶位于芒什省中北部，距离省会圣洛大约28公里，是一个区域性的公路交通枢纽。

## 地名来源

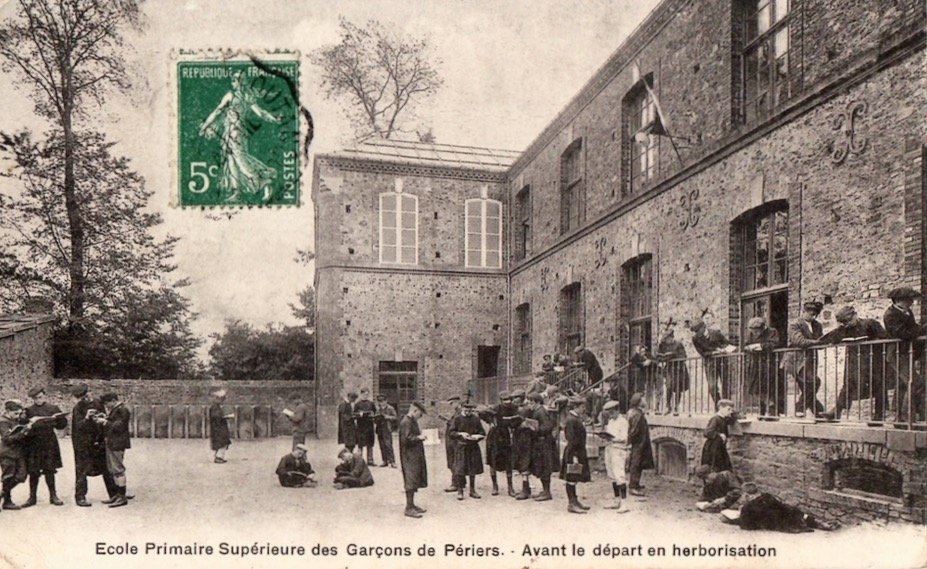
20世纪初佩里耶境内的一处学校

“佩里耶”一名来源于拉丁语单词，意为“梨树林”。

## 历史
佩里耶历史悠久上长期为一个普通村落，中世纪时为一个堂区，法国大革命后，佩里耶成为芒什省的一个市镇。工业革命期间，一条连接库唐斯和科唐坦半岛北部的地方铁路由此通过，为当地带来了一定的发展，后该铁路因客流较小而废弃，其中佩里耶附近的路段被开辟为步行绿道。

## 地理
佩里耶位于法国西北部，诺曼底大区西部和芒什省中部偏北，距离省会圣洛大约28公里。与佩里耶接壤的市镇包括：贡夫勒维尔、米利埃、塞沃河畔圣日耳曼、圣马丹多比尼、圣帕特里斯德克莱、圣塞巴斯蒂安德赖、圣索沃尔维拉日。

### 地形
佩里耶位于科唐坦半岛丘陵腹地，境内地势总体平坦，全境海拔在6到36米之间。

### 水文
奥莱罗特河（Holerotte）流经境内，属于杜沃河水系。

### 植被
佩里耶属于温带落叶林区，林地零星分布于境内各地。
在鲜花城市的评比中，佩里耶暂未被评级。

### 气候
佩里耶在柯本气候分类法中属于温带海洋性气候。

## 行政区划
佩里耶是法国诺曼底大区芒什省的一个市镇，编号为50394。佩里耶隶属于库唐斯区、芒什省第三选区和阿贡-库坦维尔县，同时也是中部芒什西海岸市镇公共社区的组成部分。
法国国家统计与经济研究所（简称）在进行数据统计时，将佩里耶单独划为一个城市核心区（Unité urbaine），但未划入任何城市区（Aire urbaine de Orbec）及城市辐射区（Aire d'attraction）内。同时，还将佩里耶市镇整体看作一个“块区”（IRIS）。

## 交通

### 公路
多条芒什省省道在佩里耶境内交汇，其中D900和D971两条干线公路在此十字交汇，诺曼底大区下属的城际客运提供校车线路，可前往省会圣洛。
2017年，67.6%的佩里耶家庭拥有至少一辆的私人汽车。2019年，佩里耶境内共发生各类交通事故1起，造成1人受伤。

### 铁路
历史上曾有地方铁路连接佩里耶，现已废弃。
距离佩里耶最近的运营中铁路客运车站为库唐斯站，该站停靠往返于卡昂和雷恩之间的区域列车。

### 航空
距离佩里耶最近的民用航空站为瑟堡机场，距离佩里耶市中心的公路里程约59公里。

### 城市公共交通
佩里耶市区暂无城市公共交通系统。

## 政治
佩里耶的现任市长为加布里埃尔·多布先生（Gabriel Daube），他是民主人士和独立人士联盟的一名成员，在2020年的市政选举中获得了100%的支持率（无其他候选人）。
在2017年的法国总统大选中，法国第25任总统埃马纽埃尔·马克龙在佩里耶获得了65.83%的支持率。

## 人口
2018年，佩里耶市镇人口数量为2,263，在法国排名第4,798位。其中男性1,029人，女性1,230人，75岁及以上人口占19.0%，外籍人口数量为457人，人口密度为155人/平方公里，当地居民被称为（男性）或（女性）。2019年，佩里耶境内出生14人，死亡人口72人。
| 年份   | 1936  | 1946  | 1954  | 1962  | 1968  | 1975  | 1982  | 1990  | 1999  | 2006  | 2007  | 2012  | 2018  |
| ------ | ----- | ----- | ----- | ----- | ----- | ----- | ----- | ----- | ----- | ----- | ----- | ----- | ----- |
| 人口數 | 2,285 | 1,809 | 2,543 | 2,464 | 2,586 | 2,712 | 2,741 | 2,566 | 2,553 | 2,450 | 2,437 | 2,355 | 2,263 |

## 经济
佩里耶是一个区域性的中心城市，当地共有各类用人单位334家，平均历史为21年，其中97.97%为中小型企业（PME）。（易爆物品销售）、（非金属矿物材料生产）及（农林业器械生产）是当地2019年营业额最高的三个企业，分别为20,140,193欧元、14,127,567欧元和9,773,000欧元。

## 财政收入
2019年，佩里耶的财政收入总额为2,696,920欧元，财政支出总额为2,022,200欧元，当年的债务总额为4,611,900欧元。2020年，佩里耶共获得620,570欧元的国家财政补助，比上一年增加了0.07%。
2017年，佩里耶的人均月收入总额为1,784欧元，其中高级职员为3,694欧元，低于法国平均水平（4,214欧元）；中级职员为2,100欧元，低于法国平均水平（2,353欧元）；普通职员为1,500欧元，亦低于法国平均水平（1,690欧元）。
2017年，佩里耶境内的青壮年（15至64岁）失业率为15.1%，当地36.3%的家庭拥有纳税资格，平均纳税1,502欧元，低于法国平均水平（3,888欧元）。

## 社会事务

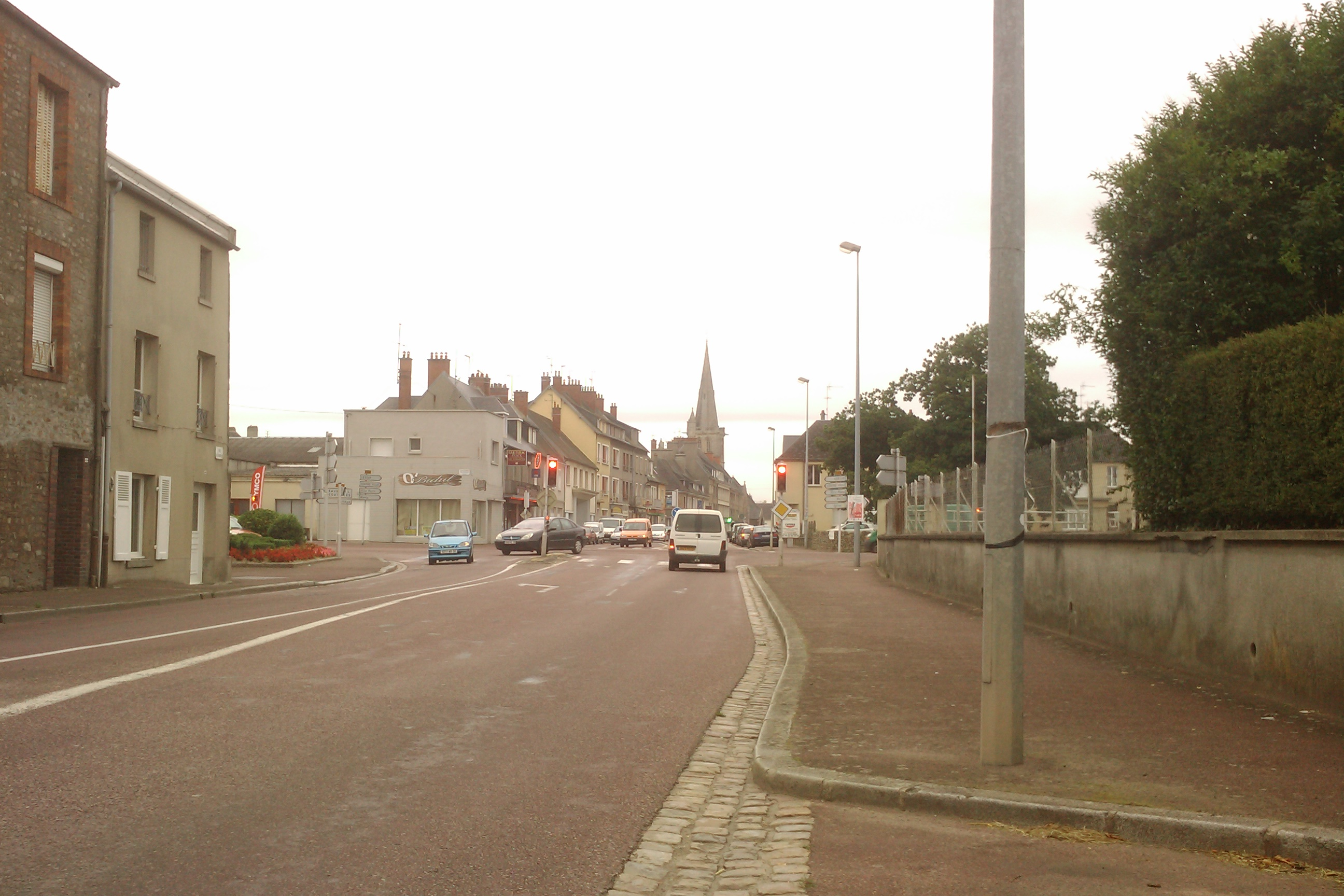
佩里耶市区街头

### 教育
佩里耶属于卡昂学区。截止2019年1月1日，佩里耶境内共有2所小学和1所初级中学。2018至2019学年度，佩里耶境内共有在校中等教育阶段学生230名。

### 医疗
截止2019年1月1日，佩里耶境内共有全科医生4名、保健师4名、牙医3名和护士4名。境内共有药房2家、养老院1家。
佩里耶是库唐斯中心医院（Centre Hospitalier de Coutances）的服务范围，后者是法国的一个区域性医疗机构，其主病区位于库唐斯市区，设有床位418个，是当地规模最大的公立综合性医院。

### 住房
2017年，佩里耶境内共有各类住房1,280套，其中82.9%为独立式居民区，16.6%为集中式居民区。常住房屋占佩里耶市镇范围内居民建筑总量的82.3%。
在住房保障政策方面，2017年，佩里耶境内共有278户家庭获得了住房经济补助，受益人数占总人口数量的12.3%，其中265份为房租补助。

### 商业
2019年，佩里耶境内共有各类实体商铺96家，其中餐厅6家、大型超市3家、杂货店1家、面包房5家、肉铺5家、装饰品店2家、银行门店4家、美容美发店5家、汽车维修店10家。市区北部建有一家家乐福超市。

### 体育
2019年，佩里耶境内共有1间体育馆、3处网球场、1处马术场以及1处足球或橄榄球场。
佩里耶体育足球俱乐部（Périers Sports Football Club）是当地的一支足球队，2020至2021赛季参加芒什省足球联赛。

### 环境
佩里耶的环境事务由其所属的公共社区负责。2019年，佩里耶境内暂无污染企业。

### 治安
2019年，佩里耶市镇范围内有1处宪兵队。
2014年，佩里耶及附近地区共发生各类案件1,495起，其中盗窃类案件907起，经济类案件148起，毒品交易类案件105起。

## 文化
2019年，佩里耶境内暂无任何文化设施。

### 建筑
佩里耶境内有多处历史建筑，其中佩里耶圣皮埃尔-圣保罗教堂是法国国家文物保护单位，也是当地的代表性建筑物。

### 旅游
佩里耶的旅游事务由其所属的公共社区负责。2020年，佩里耶境内共有1家宾馆共计10间房间。

### 媒体
法国主要的媒体均可在佩里耶接收，法国电视三台下属的诺曼底大区频道在部分时段播出佩里耶所属区域的地方新闻。

## 友好城市
截至2021年4月，佩里耶共与两座城市互为友好城市关系：
- 德国 巴特法灵博斯特尔
- 比利时 巴斯托涅